# 한국농경문화원
한국농경문화원은 한국문화의 뿌리인 농경문화를 계승·발전시키고 농·식품의 품질향상과 소비를 확대하며, 농경문화와 식품 관련 교육·홍보·연수 및 법인의 목적에 수반되는 사업 등을 목적으로 2010년 10월 14일 설립·허가된 대한민국 농림수산식품부 소관의 사단법인이다. 사무실은 서울특별시 관악구 남현동 602-47, 사당아트오피스텔 205호에 있다.